# خوسيه مانويل لارا
خوسيه مانويل لارا (بالإسبانية: José Manuel Lara)‏ هو لاعب غولف ولاعب كرة قدم إسباني، ولد في 21 مايو 1977 في بلنسية في إسبانيا.

## وصلات خارجية
- خوسيه مانويل لارا على موقع رابطة أوروبا للاعبي الغولف المحترفين (الإنجليزية)
- خوسيه مانويل لارا على موقع التصنيف العالمي الرسمي للغولف (الإنجليزية)